# AmoMama (медіа)
AmoMama (укр. АмоМама) — міжнародна мультимедійна платформа, що створює цифровий контент англійською, німецькою, французькою, та іспанською мовами.

## Історія
Компанія AmoMama була заснована у 2017 році Іваном Борохом та Дмитром Смірновим як розважальний новинний сайт для жіночої аудиторії, для публікації історій, фото і відео контенту та порад. У 2018 році щомісячне охоплення постів на сторінці компанії у Facebook сягнуло одного млрд користувачів. У цьому ж році AmoMama стала єдиним ключовим партнером Facebook серед бізнесу регіону EMEA (Європа, Близький Схід і Африка).
9 червня 2020 року з метою підвищення рівня обізнаності про рак молочної залози, AmoMama створила проєкт «Жінки з волею». Ініціатива передбачала публікацію серії інтерв'ю з директорами фондів раку молочної залози та тих, хто пережив рак молочної залози. Також було створено платформу, щоб поділитися своїм досвідом боротьби з хворобою.

## Контент та аудиторія видання
Станом на 2018 рік, аудиторія читачів сайту AmoMama близько 40 мільйонів унікальних читачів щомісяця. У статтях використовуються консультації українських психологів у співпраці з платформою «HelpSMI». Платформа працює для аудиторії з США, Франції, Німеччині, Іспанії, Канади та Латинської Америки.
Крім текстового контенту, AmoMama створювали відео для сторінок у Facebook та YouTube, загальна кількість переглядів яких становила понад 500 млн переглядів за місяць, що зараз є окремим напрямом компанії AMO.
Редактори AmoMama є носіями мови й працюють віддалено з різних країн, на цей час AmoMama співпрацює з авторами з понад 17 країн. Серед них Україна, США, Франція, Німеччина, Південна Африка, Філіппіни, країни Латинської Америки. З 2020 року в AmoMama працює понад 150 працівників з усього світу. У день на сайтах AmoMama виходить 100—150 матеріалів.